# Jean-Jacques Sempé

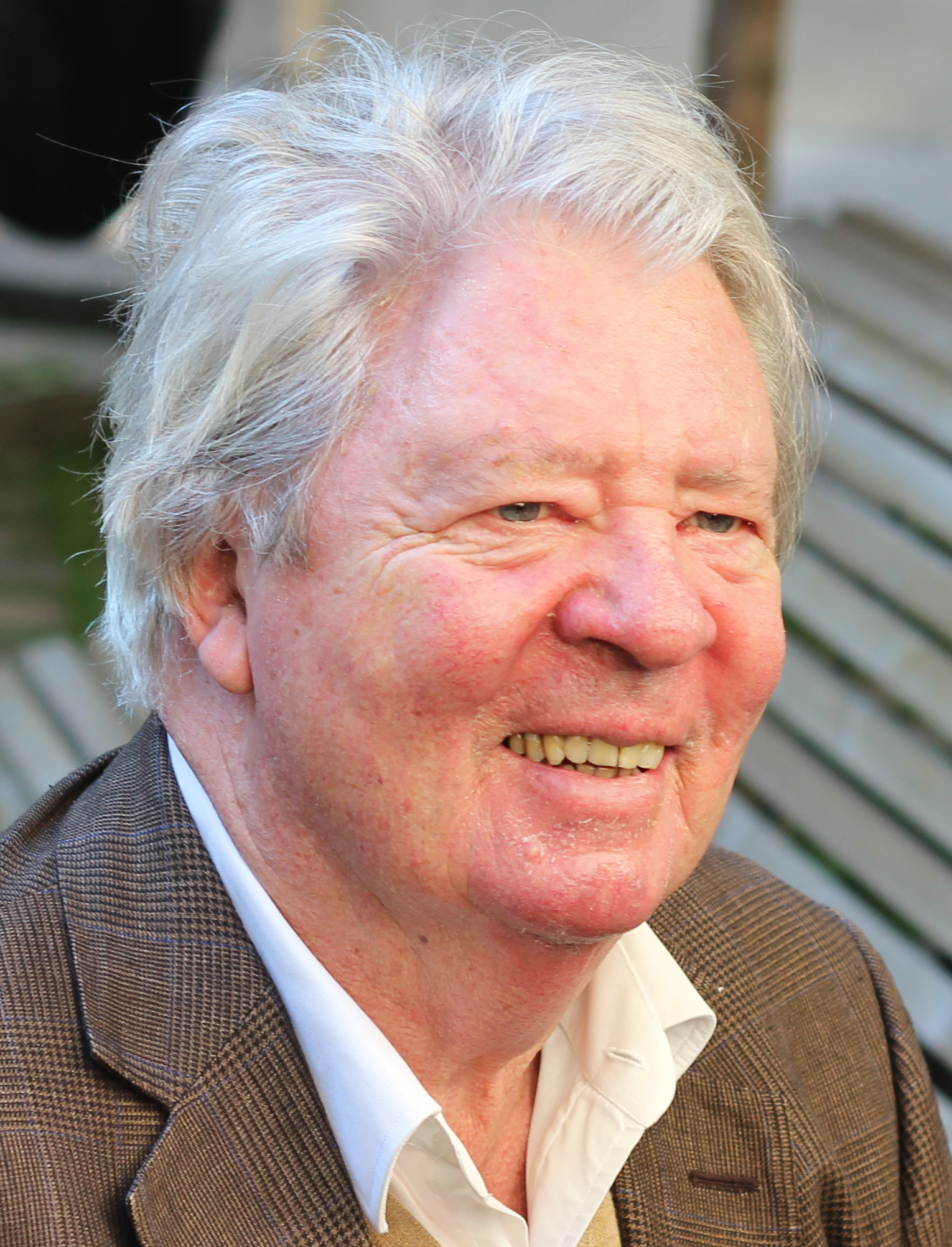
Jean-Jacques Sempé (2014)

Jean-Jacques Sempé [sã'pé] (* 17. August 1932 in Pessac, Département Gironde; † 11. August 2022 in Draguignan) war ein französischer Zeichner und Karikaturist, bekannt als Sempé. 
Gemeinsam mit René Goscinny entwarf er die bekannte Kinderbuchserie Der kleine Nick. Daneben veröffentlichte er Bildbände, in denen er humorvoll alltägliche Begebenheiten einfing, die er häufig in ein größeres Panorama einbettete.

## Leben
Sempé wurde als uneheliches Kind geboren und lebte bei gewalttätigen Pflegeeltern, bis ihn seine Mutter zurückholte. Dann war er der Gewalt seines Stiefvaters ausgesetzt. 2018 sagte er, dass er mit den Zeichengeschichten um Nick das Elend, das er in seiner Jugend erlebte, wieder aufleben ließ, aber sicherstellte, dass alles gut ausging.
Als Neunzehnjähriger meldete Sempé sich zum Militärdienst, den er in der Nähe von Paris absolvierte. Bis dahin konnte er mit seinen Zeichnungen seinen Lebensunterhalt nicht bestreiten. Ab 1957 veröffentlichte er regelmäßig Zeichnungen in französischen Printmedien wie Paris Match, L’Express, Pilote sowie in ausländischen wie Punch oder der New York Times. Mehr als hundert Titelblätter des New Yorker (seit 1978) machten ihn in der angloamerikanischen Welt bekannt. Ab 1960 erschien nahezu jedes Jahr im Verlag Denoël eine Sammlung seiner Zeichnungen.
Bekannt ist beispielsweise die Kinderbuchserie Der kleine Nick, die in Zusammenarbeit mit dem Asterix-Autor René Goscinny entstand. 1988 illustrierte er das Kinderbuch Catherine Certitude (deutsch: Catherine, die kleine Tänzerin) des französischen Literaturnobelpreisträgers Patrick Modiano. 2008 wurde Sempé mit dem e.o.plauen Preis ausgezeichnet.
Sempé war mit dem deutschen Schriftsteller Patrick Süskind befreundet. Für dessen Novelle Die Geschichte von Herrn Sommer aus dem Jahr 1991 schuf er die Zeichnungen. Im Gegenzug übersetzte Süskind einige Werke Sempés ins Deutsche.
Sempé starb 2022 kurz vor seinem 90. Geburtstag in seinem Ferienort, umgeben von seiner dritten Frau, der Galeristin Martine Gossieaux Sempé, mit der er seit 2017 verheiratet war, und engen Freunden. Aus seiner zweiten Ehe mit Mette Ivers, einer dänischen Grafikerin und Malerin, ging die 1968 geborene Designerin Inga Sempé hervor. Der ersten Ehe mit der Malerin Christine Courtois entstammte ein Sohn (1956–2020).

## Stil und Arbeitsweise

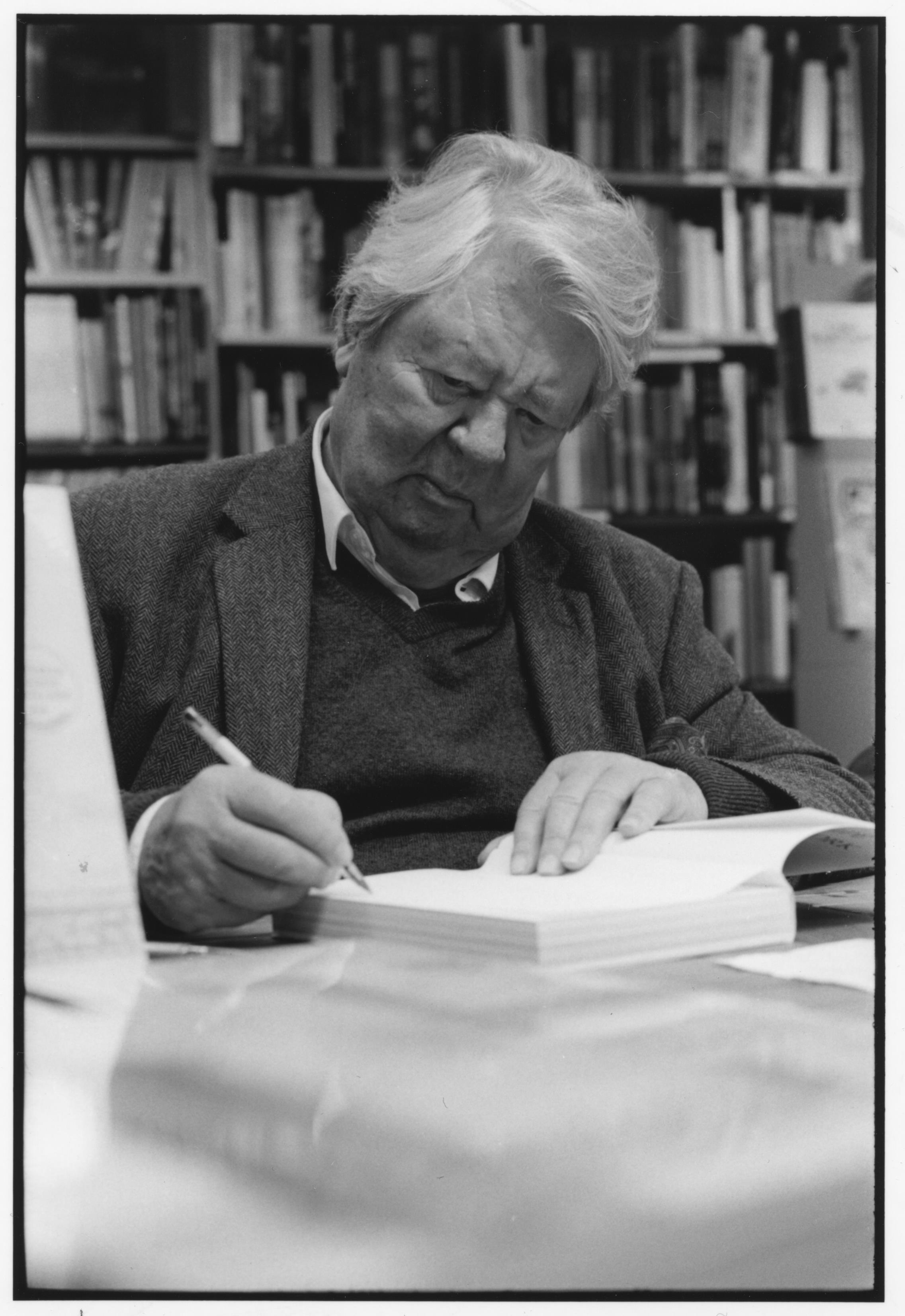
Jean-Jacques Sempé (2016)

Goscinny, Modiano und Süskind gehören zu den Autoren, deren Texte Sempé illustriert hat. Die Zusammenarbeit beschrieb er als eine Form von Symbiose: Seine Zeichnungen entstanden nicht nach einem fertigen Text; vielmehr beeinflussten sich Zeichner und Autor gegenseitig. Gewöhnlich arbeitete Sempé allerdings alleine und entwarf mit seinen Bildern eigene Geschichten. Die Spannbreite seiner Zeichnungen reichte von Einzelzeichnungen bis zu kleinen Bildergeschichten. Teilweise sind die Zeichnungen auch mit Text oder Sprechtext versehen, wobei die Spannung aus dem Gegensatz zwischen Text und Bild entsteht. In seinen Arbeitsmaterialien war Sempé konservativ. Er verwendete großformatiges Papier, Tusche sowie seit Jahren dieselbe nicht mehr produzierte Feder „Atome 423“, von der er nur noch wenige Restbestände besaß.
Laut John Lichfield war Sempé ein Meister der Panoramazeichnung. Typisch war sein hoher oder entfernter Standpunkt, von dem aus er winzige menschliche Figuren in einer Landschaft oder einer aufwendigen Stadtansicht zeichnete. Im Gegensatz zu vielen anderen Karikaturisten, die ihre Zeichnungen auf die zentrale Aussage fokussieren, bettete Sempé seine Figuren in eine detaillierte Umgebung ein, die die Pointe verstärkte oder auch von ihr ablenkte. Obwohl Sempé auch andere Städte gezeichnet hatte wie Saint-Tropez und New York, war er für Andreas Platthaus doch der typische Zeichner von Paris in derselben Weise wie Eugène Atget der Fotograf der französischen Metropole war. Dabei zeichnete Sempé niemals tatsächlich die Realität ab. Vielmehr entwarf er aus architektonischen Details, die allesamt seiner Phantasie entsprangen, ein idealtypisches Bild von Paris. Laut Charles McGrath war es ein Paris, von dem selbst die Pariser nur mehr träumten, mit Dachmansarden, hohen Fenstern und schmiedeeisernen Balkonen, in dem alle Automobile noch wirkten wie aus den 1950er Jahren.
Sempés Helden nennt McGrath „gallische Jedermänner“: klein mit großer Nase, korpulent, zur Glatze neigend, an der Seite wohlfrisierter Frauen mit gepunkteten Kleidern und Doppelkinn. Sie spiegeln den Kampf zwischen den Geschlechtern wider, die tägliche Notwendigkeit, den Schein zu wahren, den endlosen Kreislauf von kleinen Siegen und Niederlagen. Für Patrick Süskind sind es oft kleine Details, die Sempés Zeichnungen aus der Normalität kippen lassen und ihnen dadurch Komik, Witz und Charme verleihen. Doch seine Zeichnungen atmeten nicht bloße Heiterkeit, im Hintergrund sei immer eine tiefe Melancholie spürbar, eine hintergründige Angst und Trauer über die menschliche Einsamkeit und die Brüchigkeit des Lebens. Als Sempés Thema benennt Imre Grimm die „Idylle im Monströsen“. Seine zerbrechlichen Helden sind in der Welt permanent überfordert. Sempé äußerte einst in einem Interview: „Mensch zu sein erfordert enorm viel Tapferkeit“. Der Antrieb seines Zeichnens sei, „weil ich mich nicht verstehe und weil ich die Welt nicht verstehe“. Über die Menschen lerne er am meisten, indem er sie beobachte.

## Bibliographie (unvollständig)
So weit nicht anders angegeben, im Original bei Denoël und die deutsche Ausgabe im Diogenes Verlag erschienen: Über 60 Bücher mit Zeichnungen erschienen bei Diogenes, daneben 22 Bücher anderer Autoren, die er illustrierte.
- Volltreffer. Ein Bilderbuch. 1959 (mit Zeichnungen, die zuerst bei Paris Match und Punch erschienen).
- Wie sag ich’s meinen Kindern? 1960 (einige Zeichnungen von der Zeitschrift Punch übernommen)
- Emil, ich hab Schiss! 1960
- Rien n’est pas simple, 1962
  - Nichts ist einfach. 1968.
- Tout se complique, 1963
- Sauve qui peut, 1964
- Monsieur Lambert, 1965
- L'information consommation, 1968.
  - Die manipulierte Gesellschaft, Bärmeier & Nikel, Frankfurt 1970.
- Saint Tropez, 1968
  - St-Tropez, 1970
- Le grand panique, 1971
- Marcello Caillou. 1969.
  - Carlino Caramel, 1971.
- Umso schlimmer, 1971
- Des hauts et des bas. 1972
  - Von den Höhen und Tiefen, 1972
- Sempés Konsumgesellschaft, 1973
- Alles wird komplizierter, 1974
- Der kleine Nick und seine Bande, 1974
- Wie verführe ich die Frauen? 1974
- Wie verführe ich die Männer? 1974
- Gute Fahrt! 1975
- Der kleine Nick und die Schule, 1975
- Der Lebenskünstler, 1975
- Bonjour Bonsoir, 1976
- Der kleine Nick und die Mädchen, 1976
- Der kleine Nick und die Ferien, 1976
- Kleine Abweichung, 1978
- Der gesellschaftliche Aufstieg des Monsieur Lambert, 1979
- Les musiciens de Sempé. 1979.
  - Sempés Musiker, 1980
- Nichts ist einfach, 1982
- So ein Zufall, 1982
- Der Morgenmensch, 1984
- Sempés Radfahrer, 1985
- Halb gewonnen, 1986
- Sempés Konsumenten, 1986
- Fenster, 1988
- Stille, Sinnenlust und Pracht, 1988
- Sempés Beziehungskisten, 1988
- Sempés Katzen, 1989
- Raoul Taburin. 1995.
  - Das Geheimnis des Fahrradhändlers. Aus dem Französischen von Patrick Süskind, 1996.
- Un peu de Paris. Gallimard, Paris 2001.
  - Sempés Paris, 2002
- Histories inedites du petit Nicolas.
  - Neues vom kleinen Nick. Text von Rene Goscinny, 2005.
  - Der kleine Nick ist wieder da, 2006
- Der kleine Nick erlebt eine Überraschung, 2008.
- Un peu de la France. Le Grand livre du mois. Paris 2005.
  - Sempé's Frankreich. 2006.
- Sentiments distingués. 2007.
  - Mit vorzüglicher Hochachtung, 2008.
- Sempe a New York. 2009.
  - Sempé in New York. 2009, ISBN 978-3-257-02116-5.
- Enfances. Entretiens avec Marc Lecarpentier. Le Grand livre du mois, Paris 2011. 
  - Kindheiten. Ein Gespräch mit Marc Lecarpentier. Aus dem Französischen von Patrick Süskind, 2012.
- Bourrasques et accalmies. 2013.
  - Sturmböen und Windstille, 2014, ISBN 3-257-02125-9.

## Ausstellungen
- Sieben phantastische Humoristen: Paul Flora, Edward Gorey, Luis Murschetz, J. J. Sempé, Roland Topor, Tomi Ungerer, Reiner Zimnik, Ausstellungskatalog: 5. Oktober – 18. November 1972. Galerie Daniel Keel, Zürich 1972, OCLC 758385075.
- Tag für Tag – Sempé in deutschen Sammlungen, 10. Juli bis 8. August 2009, Bayerische Staatsbibliothek München. Katalog herausgegeben von Joe͏̈lle Chariau, Diogenes, Zürich 2009, ISBN 978-3-257-02088-5.
- Ein bisschen Paris und anderswo – Jean-Jacques Sempé zum 80. Geburtstag, 10. Juni bis 23. September 2012, Wilhelm Busch – Deutsches Museum für Karikatur und Zeichenkunst, Hannover.

## Auszeichnungen
- 1979: Grand Prix National des Arts et des Lettres[20]
- 1987: Literaturpreis der Stadt Bordeaux (Grand prix de littérature de la ville de Bordeaux)[21]
- 2003: Prix Alphonse-Allais[20]
- 2006: Komtur des Verdienstordens Ordre des Arts et des Lettres[22]
- 2008: e.o. plauen Preis[23]